# The Rude Awakening
The Rude Awakening è il secondo album in studio collaborativo dei rapper Tek e Steele, il primo sotto il nome Cocoa Brovaz dopo il cambio di nome da Smif-N-Wessun. Il disco è stato pubblicato nel 1998.

## Tracce
1. Off the Wall
2. Still Standin Strong
3. Won On Won
4. Live at the Garden [Skit]
5. Blown Away
6. Money Talks [Skit]
7. The Cash
8. Black Trump
9. Dry Snitch
10. Game of Life
11. Back 2 Life
12. Bucktown USA
13. What They Call Him [Skit]
14. Hold It Down
15. Spanish Harlem
16. Myah Angelow
17. Memorial